# Funiculina
Funiculina Lamarck, 1816 è un genere di ottocoralli dell'ordine Pennatulacea. È l'unico genere della famiglia Funiculinidae Gray, 1870.

## Descrizione
Il genere comprende specie coloniali dalla caratteristica forma a frusta, con polipi disposti in due serie lungo il rachide, dotati di un calice tubulare con margine ottodentato, entro il quale sono in grado di ritrarsi.

## Biologia
Le "praterie" di Funiculina forniscono habitat e protezione a diverse specie di crostacei, tra cui Parapenaeus longirostris e Nephrops norvegicus, e cefalopodi, tra cui Eledone cirrhosa, Illex illecebrosus e Todaropsis eblanae.

## Distribuzione e habitat
La famiglia ha una distribuzione cosmopolita.
Nel mar Mediterraneo è presente la specie Funiculina quadrangularis.

## Tassonomia
Comprende le seguenti specie:
- Funiculina armata Verrill, 1879
- Funiculina parkeri Kükenthal, 1909
- Funiculina quadrangularis (Pallas, 1766)